# سانتو پیترو
سانتو پیترو (به ایتالیایی: Santo Pietro) یک منطقهٔ مسکونی در ایتالیا است که در کالتاجرونه واقع شده‌است. سانتو پیترو ۹۱ نفر جمعیت دارد و ۲۸۰ متر بالاتر از سطح دریا واقع شده‌است.